# Belleville (Deux-Sèvres)
Belleville – miejscowość i dawna gmina we Francji, w regionie Nowa Akwitania, w departamencie Deux-Sèvres. W 2013 roku populacja ówczesnej gminy wynosiła 132 mieszkańców.
W dniu 1 stycznia 2018 roku z połączenia czterech ówczesnych gmin – Belleville, Boisserolles, Prissé-la-Charrière oraz Saint-Étienne-la-Cigogne – utworzono nową gminę Plaine-d’Argenson. Siedzibą gminy została miejscowość Prissé-la-Charrière.